# Mistrovství světa v ledním hokeji 2007
Mistrovství světa v ledním hokeji 2007 se konalo od 27. dubna do 13. května 2007 v Moskvě a v Mytišči v Rusku. Časy zápasů jsou proto uváděny v místním (Moskevském) čase MSK, který je o dvě hodiny napřed oproti času středoevropskému (tj. CET+2).
Nejlepší brankář: Kari Lehtonen (Finsko)

Nejlepší obránce: Andrej Markov (Rusko)

Nejlepší útočník: Alexej Morozov (Rusko)

Nejužitečnější hráč: Rick Nash (Kanada) 

All Stars:  Kari Lehtonen (Finsko) - Petteri Nummelin (Finsko), Andrej Markov (Rusko) - Alexej Morozov (Rusko), Jevgenij Malkin (Rusko), Rick Nash (Kanada)

## Stadiony
| Moskva                         | Mytišči                      |
| Aréna Chodynka Kapacita: 12000 | Aréna Mytišči Kapacita: 9000 |
|                                |                              |

## Mistři světa 2007 - týmKanady
Chris Mason, Dwayne Roloson, Cam Ward - Eric Brewer, Mike Commodore, Dan Hamhuis, Barret Jackman, Cory Murphy, Dion Phaneuf, Nick Schultz, Shea Weber - Colby Armstrong, Mike Cammalleri, Shane Doan, Jason Chimera, Matthew Lombardi, Jamal Mayers, Jay McClement, Rick Nash, Eric Staal, Jordan Staal, Jonathan Toews, Justin Williams.

## Rozdělení do skupin

### Skupina A (Aréna Chodynka)
| P  | Tým       | Z | V | VP | PP | P | GV | GI | +/- | B |
| -- | --------- | - | - | -- | -- | - | -- | -- | --- | - |
| 1. | Švédsko   | 3 | 3 | 0  | 0  | 0 | 21 | 3  | +18 | 9 |
| 2. | Švýcarsko | 3 | 2 | 0  | 0  | 1 | 4  | 8  | -4  | 6 |
| 3. | Itálie    | 3 | 0 | 1  | 0  | 2 | 6  | 12 | -6  | 2 |
| 4. | Lotyšsko  | 3 | 0 | 0  | 1  | 2 | 6  | 14 | -8  | 1 |

#### Zápasy skupiny A
| 28. duben 2007 | Švýcarsko | 2 – 1                     | Lotyšsko | Aréna Chodynka |
| 16:15 MSK      | Švýcarsko | ( 0 - 0 , 2 - 1 , 0 - 0 ) | Lotyšsko |                |

| Souhrn zápasu | Souhrn zápasu                                                         | Souhrn zápasu | Souhrn zápasu                      | Souhrn zápasu                       |
| ------------- | --------------------------------------------------------------------- | ------------- | ---------------------------------- | ----------------------------------- |
|               | A. Wichser (S. Jeannin) 35:50 (EQ) S. Jeannin (A. Wichser) 39:10 (EQ) |               | L. Dārziņš (A. Berziņš) 28:25 (EQ) | Diváků: 6668 Rozhodčí: Guy Pellerin |

| 28. duben 2007 | Švédsko | 7 – 1                     | Itálie | Aréna Chodynka |
| 18:15 MSK      | Švédsko | ( 2 - 1 , 4 - 0 , 1 - 0 ) | Itálie |                |

| Souhrn zápasu | Souhrn zápasu | Souhrn zápasu | Souhrn zápasu                         | Souhrn zápasu                            |
| ------------- | --- | ------------- | ------------------------------------- | ---------------------------------------- |
|               | J. Davidsson (J. Hedström) 15:31 (EQ) F. Emvall (J. Akerman, D. Tarnström) 17:19 (PP1) T. Martensson (D. Tarnström, P. Hornqvist) 25:17 (PP1) J. Davidsson (P. Hornqvist) 28:43 (EQ) J. Hedström (D. Tarnström, F. Emvall) 29:53 (PP1) P. Hallberg (F. Bremberg, J. Davidsson) 51:50 (PP1) |               | G. de Bettin (S. Margoni) 03:07 (PP1) | Diváků: 4420 Rozhodčí: Vjačeslav Bulanov |

| 30. duben 2007 | Švýcarsko | 2 – 1                     | Itálie | Aréna Chodynka |
| 16:15 MSK      | Švýcarsko | ( 1 - 0 , 0 - 0 , 1 - 1 ) | Itálie |                |

| Souhrn zápasu | Souhrn zápasu                                                                                     | Souhrn zápasu | Souhrn zápasu                      | Souhrn zápasu                          |
| ------------- | ------------------------------------------------------------------------------------------------- | ------------- | ---------------------------------- | -------------------------------------- |
|               | G. Bezina (P. di Pietro, R. Lemm) 15:44 (PP1) I. Rüthemann (S. Blindenbacher, R. Lemm) 51:57 (EQ) |               | L. Ansoldi (R. Ramoser) 44:18 (EQ) | Diváků: 6 520 Rozhodčí: Richard Schütz |

| 30. duben 2007 | Lotyšsko | 2 – 8                     | Švédsko | Aréna Chodynka |
| 18:15 MSK      | Lotyšsko | ( 0 - 1 , 0 - 3 , 2 - 4 ) | Švédsko |                |

| Souhrn zápasu | Souhrn zápasu                                                                                | Souhrn zápasu | Souhrn zápasu | Souhrn zápasu                       |
| ------------- | -------------------------------------------------------------------------------------------- | ------------- | --- | ----------------------------------- |
|               | K. Daugaviņš (H. Vasiļjevs, O. Sorokiņš) 41:00 (PP1) A. Širokovs (A. Macijevskis) 42:31 (EQ) |               | 00:29 (EQ) N. Bäckström (A. Steen, J. Jönsson) 26:28 (EQ) J. Akerman (J. Hedström) 28:03 (PP1) R. Wallin (J. Akerman, T. Mårtensson) 38:15 (EQ) F. Bremberg (D. Tärnström, J. Davidsson) 43:08 (EQ) M. Johansson (D. Tärnström, N. Bäckström) 55:13 (EQ) P. Hornqvist (F. Bremberg, D. Tärnström) 56:30 (EQ) F. Warg (J. Jönsson) 57:15 (EQ) D. Tärnström (P. Hornqvist, J. Davidsson) | Diváků: 5 250 Rozhodčí: Peter Jonák |

| 2. květen 2007 | Itálie | 4 – 3 P                        | Lotyšsko | Aréna Chodynka |
| 16:15 MSK      | Itálie | ( 0 - 1, 1 - 0, 2 - 2, 1 - 0 ) | Lotyšsko |                |

| Souhrn zápasu | Souhrn zápasu                                                                            | Souhrn zápasu | Souhrn zápasu                                                       | Souhrn zápasu                       |
| ------------- | ---------------------------------------------------------------------------------------- | ------------- | ------------------------------------------------------------------- | ----------------------------------- |
|               | J. Cirone 23:03 (PP) L. Ansoldi 56:41 (ES) C. Borgatello 57:41 (ES) J. Cirone 64:10 (ES) |               | L. Darzins 14:51 (PP) K. Daugavins 51:43 (ES) L. Darzins 58:09 (ES) | Diváků: 6180 Rozhodčí: Guy Pellerin |

| 2. květen 2007 | Švédsko | 6 – 0                     | Švýcarsko | Aréna Chodynka |
| 20:15 MSK      | Švédsko | ( 0 - 0 , 5 - 0 , 1 - 0 ) | Švýcarsko |                |

| Souhrn zápasu | Souhrn zápasu | Souhrn zápasu | Souhrn zápasu | Souhrn zápasu                     |
| ------------- | --- | ------------- | ------------- | --------------------------------- |
|               | M. Thornberg (J. Jönsson, T. Mårtensson) 21:00 (EQ) A. Strålman (T. Mårtensson) 23:46 (PP1) P. Hornqvist (P. Hallberg, J. Davidsson) 24:43 (PP1) J. Davidsson (F. Bremberg, P. Hallberg) 27:42 (EQ) J. Davidsson (T. Enström, P. Hallberg) 38:22 (PP1) R. Wallin (F. Warg, J. Akerman) 47:00 (PP2) |               |               | Diváků: 4900 Rozhodčí: Ole Hansen |

### Skupina B (Aréna Mytišči)
| P  | Tým       | Z | V | VP | PP | P | GV | GI | +/- | B |
| -- | --------- | - | - | -- | -- | - | -- | -- | --- | - |
| 1. | Česko     | 3 | 3 | 0  | 0  | 0 | 18 | 7  | +11 | 9 |
| 2. | USA       | 3 | 2 | 0  | 0  | 1 | 14 | 7  | +7  | 6 |
| 3. | Bělorusko | 3 | 1 | 0  | 0  | 2 | 8  | 15 | -7  | 3 |
| 4. | Rakousko  | 3 | 0 | 0  | 0  | 3 | 5  | 17 | -12 | 0 |

#### Zápasy skupiny B
| 27. duben 2007 | USA | 6 – 2                     | Rakousko | Aréna Mytišči |
| 16:15 MSK      | USA | ( 3 - 1 , 1 - 1 , 2 - 0 ) | Rakousko |               |

| Souhrn zápasu | Souhrn zápasu | Souhrn zápasu | Souhrn zápasu                                                                         | Souhrn zápasu                        |
| ------------- | --- | ------------- | ------------------------------------------------------------------------------------- | ------------------------------------ |
|               | P. Kessel (A. Hall) 01:59 (EQ) T. Petersen (R. Suter) 10:22 (EQ) L. Stempniak (E. Cole , P. Stastny) 17:19 (PP2) C. Clark (P. Stastny , K. Ballard) 20:24 (EQ) E. Cole (B. Pothier) 40:14 (EQ) B. Bochenski (L. Stempniak , A. Hutchinson) 53:02 (PP1) |               | R. Divis (D. Schuller , G. Baumgartner) 14:51 (EQ) O. Setzinger (J. Rebek) 30:51 (EQ) | Diváků: 1900 Rozhodčí: Danny Kurmann |

| 27. duben 2007 | Bělorusko | 2 – 8                     | Česko | Aréna Mytišči |
| 20:15 MSK      | Bělorusko | ( 1 - 4 , 1 - 1 , 0 - 3 ) | Česko |               |

| Souhrn zápasu | Souhrn zápasu                                                                 | Souhrn zápasu | Souhrn zápasu | Souhrn zápasu                       |
| ------------- | ----------------------------------------------------------------------------- | ------------- | --- | ----------------------------------- |
|               | O. Antoněnko (S. Zadelonov) 16:18 (EQ) O. Antoněnko (S. Zadelonov) 27:40 (EQ) |               | J. Hlinka (M. Židlický, P. Sýkora) 07:57 (PP1) D. Výborný (P. Sýkora) 10:19 (PP1) T. Plekanec (R. Olesz) 16:31 (EQ) R. Olesz (T. Plekanec) 18:41 (SH1) P. Sýkora (M. Židlický, J. Hlinka) 27:21 (EQ) T. Plekanec (M. Barinka, Z. Irgl) 42:27 (EQ) J. Marek (P. Čajánek) 45:13 (PP1) Z. Irgl 45:28 (EQ) | Diváků: 5400 Rozhodčí: Brent Reiber |

| 29. duben 2007 | Česko | 6 – 1                    | Rakousko | Aréna Mytišči |
| 16:15 MSK      | Česko | ( 2 - 0, 1 - 1 , 3 - 0 ) | Rakousko |               |

| Souhrn zápasu | Souhrn zápasu | Souhrn zápasu | Souhrn zápasu        | Souhrn zápasu                     |
| ------------- | --- | ------------- | -------------------- | --------------------------------- |
|               | P. Sýkora (M. Židlický, J. Hlinka ) 3:55 (PP1) J. Hlinka (D. Výborný) 10:04 (EQ) P. Čáslava (M. Židlický, P. Sýkora) 31:02 (PP1) M. Barinka (Z. Irgl, T. Plekanec ) 44:07 (EQ) J. Hlinka (D. Výborný, M. Židlický) 48:24 (EQ) J. Marek (Z. Michálek, P. Čajánek) 55:07 (PP1) |               | R. Divis 37:08 (PP1) | Diváků: 2500 Rozhodčí: Ole Hansen |

| 29. duben 2007 | USA | 5 – 1                    | Bělorusko | Aréna Mytišči |
| 20:15 MSK      | USA | ( 3 - 0, 2 - 0 , 0 - 1 ) | Bělorusko |               |

| Souhrn zápasu | Souhrn zápasu | Souhrn zápasu | Souhrn zápasu                         | Souhrn zápasu                            |
| ------------- | --- | ------------- | ------------------------------------- | ---------------------------------------- |
|               | J. Johnson (B. Bochenski) 02:40 (EQ) L. Stempniak (T. Arnason 04:47 (EQ) Ch. Larose (T. Petersen) 17:45 (EQ) C. Clark (P. Stastny) 24:30 (EQ) L. Stempniak (C. Clark) 35:05 (PP2) |               | O. Antoněnko (S. Kukuškin) 43:31 (EQ) | Diváků: 3600 Rozhodčí: Marcus Vinnerborg |

| 1. květen 2007 | Rakousko | 2 – 5                     | Bělorusko | Aréna Mytišči |
| 16:15 MSK      | Rakousko | ( 1 - 2 , 1 - 2 , 0 - 1 ) | Bělorusko |               |

| Souhrn zápasu | Souhrn zápasu                                          | Souhrn zápasu | Souhrn zápasu | Souhrn zápasu                              |
| ------------- | ------------------------------------------------------ | ------------- | --- | ------------------------------------------ |
|               | A. Lakos (O. Setzinger) 18:40 (PP) A. Lakos 24:26 (PP) |               | 03:06 (PP1) A. Glebov (A. Ugarov, V. Kosťučenok) 17:48 (EQ) D. Dudik 27:10 (PP) A. Ugarov (O. Antoněnko, S. Zadelonov) 33:14 (PP) O. Antoněnko (S. Zadelonov, V. Kosťučenok) 54:34 (EQ) A. Kulakov (J. Kurilin) | Diváků: 4 700 Rozhodčí: Jyrri Petteri Ronn |

| 1. května 2007 | Česko | 4 – 3                     | USA | Aréna Mytišči |
| 20:15 MSK      | Česko | ( 1 - 0 , 1 - 1 , 2 - 2 ) | USA |               |

| Souhrn zápasu | Souhrn zápasu | Souhrn zápasu | Souhrn zápasu | Souhrn zápasu                             |
| ------------- | --- | ------------- | --- | ----------------------------------------- |
|               | P. Čáslava (D. Výborný, J. Hlinka) 16:52 (PP1) Z. Irgl (R. Olesz, T. Plekanec) 34:37 (EQ) P. Tenkrát (J. Marek) 47:51 (EQ) J. Bednář (J. Marek) 58:52 (EQ) |               | 24:42 (PP1) R. Sutter (L. Stempniak, P. Kessel) 53:59 (SH1) C. LaRose (K. Ballard) 55:37 (PP1) A. Hutchinson (R. Suter, P. Kessel) | Diváků: 6 100 Rozhodčí: Viačeslav Bulanov |

### Skupina C (Aréna Mytišči)
| P  | Tým       | Z | V | VP | PP | P | GV | GI | +/- | B |
| -- | --------- | - | - | -- | -- | - | -- | -- | --- | - |
| 1. | Kanada    | 3 | 3 | 0  | 0  | 0 | 12 | 8  | +4  | 9 |
| 2. | Slovensko | 3 | 2 | 0  | 0  | 1 | 12 | 6  | +6  | 6 |
| 3. | Německo   | 3 | 1 | 0  | 0  | 2 | 8  | 11 | -3  | 3 |
| 4. | Norsko    | 3 | 0 | 0  | 0  | 3 | 5  | 12 | -7  | 0 |

#### Zápasy skupiny C
| 28. duben 2007 | Kanada | 3 – 2                     | Německo | Aréna Mytišči |
| 16:15 MSK      | Kanada | ( 1 - 1 , 1 - 1 , 1 - 0 ) | Německo |               |

| Souhrn zápasu | Souhrn zápasu                                                                       | Souhrn zápasu | Souhrn zápasu | Souhrn zápasu                           |
| ------------- | ----------------------------------------------------------------------------------- | ------------- | --- | --------------------------------------- |
|               | C. Ullmann (S. Felski , D. Kreutzer) 09:51 (EQ) R. Dietrich (M. Hackert) 21:23 (EQ) |               | J. Mayers (C. Murphy , J. Chimera) 17:39 (EQ) E. Staal (B. Jackman , J. Williams) 20:53 (EQ) J. Mayers (J. Chimera) 51:42 (EQ) | Diváků: 4300 Rozhodčí: Jyri Peteri Ronn |

| 28. duben 2007 | Slovensko | 3 – 0                     | Norsko | Aréna Mytišči |
| 20:15 MSK      | Slovensko | ( 2 - 0 , 1 - 0 , 0 - 0 ) | Norsko |               |

| Souhrn zápasu | Souhrn zápasu | Souhrn zápasu | Souhrn zápasu | Souhrn zápasu                       |
| ------------- | --- | ------------- | ------------- | ----------------------------------- |
|               | M. Uram (M. Šatan, R. Kapuš) 12:00 (EQ) Z. Chára (M. Kováčik, T. Surový) 12:51 (EQ) B. Radivojevič (R. Somík, M. Štrbák) 37:39 (PP1) |               |               | Diváků: 2800 Rozhodčí: Brent Reiber |

| 30. duben 2007 | Slovensko | 5 – 1                     | Německo | Aréna Mytišči |
| 16:15 MSK      | Slovensko | ( 1 - 0 , 1 - 0 , 3 - 1 ) | Německo |               |

| Souhrn zápasu | Souhrn zápasu | Souhrn zápasu | Souhrn zápasu                                | Souhrn zápasu                         |
| ------------- | --- | ------------- | -------------------------------------------- | ------------------------------------- |
|               | P. Podhradský 08:14 (PP1) P. Podhradský (M. Šatan, R. Kapuš) 22:42 (PP1) R. Kapuš (M. Šatan, M. Uram) 49:15 (EQ) M. Gáborík (M. Hossa) 56:53 (EQ) R. Somík (R. Kukumberg) 58:16 (EQ) |               | C. Ullmann (M. Wolf, R. Dietrich) 47:30 (EQ) | Diváků: 3 800 Rozhodčí: Danny Kurmann |

| 30. duben 2007 | Kanada | 4 – 2                     | Norsko | Aréna Mytišči |
| 20:15 MSK      | Kanada | ( 2 - 1 , 0 - 1 , 2 - 0 ) | Norsko |               |

| Souhrn zápasu | Souhrn zápasu | Souhrn zápasu | Souhrn zápasu                                                                      | Souhrn zápasu                             |
| ------------- | --- | ------------- | ---------------------------------------------------------------------------------- | ----------------------------------------- |
|               | R. Nash (D. Hamhius, J. Toews) 13:24 (PP1) J. Chimera (J. McClement) 15:17 (EQ) S. Doan (E. Brewer) 40:22 (PP1) J. Williams (C. Murphy) 49:44 (PP1) |               | L. E. Spets (M. Olimb) 09:29 (EQ) J. Andersen (T. Jacobsen, M. Hansen) 32:14 (PP1) | Diváků: 3 300 Rozhodčí: Viačeslav Bulanov |

| 2. květen 2007 | Norsko | 3 – 5                     | Německo | Aréna Mytišči |
| 16:15 MSK      | Norsko | ( 0 - 2 , 3 - 3 , 0 - 0 ) | Německo |               |

| Souhrn zápasu | Souhrn zápasu                                                | Souhrn zápasu | Souhrn zápasu                                                                                       | Souhrn zápasu                            |
| ------------- | ------------------------------------------------------------ | ------------- | --------------------------------------------------------------------------------------------------- | ---------------------------------------- |
|               | M. Trygg 22:08 (ES) M. Ask 23:02 (PP) L. E. Spets 23:50 (ES) |               | M. Hackert 08:11 (PP) M. Wolf 14:45 (PP) M. Wolf 24:25 (ES) J. Tripp 26:58 (PP) A. Bárta 32:51 (ES) | Diváků: 2200 Rozhodčí: Jyri Petteri Ronn |

| 2. květen 2007 | Kanada | 5 – 4                     | Slovensko | Aréna Mytišči |
| 20:15 MSK      | Kanada | ( 1 - 1 , 3 - 2 , 1 - 1 ) | Slovensko |               |

| Souhrn zápasu | Souhrn zápasu | Souhrn zápasu | Souhrn zápasu | Souhrn zápasu                            |
| ------------- | --- | ------------- | --- | ---------------------------------------- |
|               | 03:39 (PP1) C. Murphy (R. Nash, J. Toews) 20:25 (EQ) J. Mayers (J. McClement, J. Chimera) 31:27 (PP1) E. Brewer (J. Toews, D. Phaneuf) 35:09 (EQ) D. Hamhius (R. Nash, M. Lombardi) 49:02 (PP1) R. Nash (J. Toews, C. Murphy) |               | M. Jurčina (P. Demitra, M. Gáborík) 02:05 (PP1) M. Hossa (M. Gáborík) 33:48 (EQ) M. Uram (P. Podhradský, R. Kapuš) 37:37 (EQ) M. Šatan (R. Kapuš, M. Uram) 43:38 (EQ) | Diváků: 6500 Rozhodčí: Marcus Vinnerborg |

### Skupina D (Aréna Chodynka)
| P  | Tým      | Z | V | VP | PP | P | GV | GI | +/- | B |
| -- | -------- | - | - | -- | -- | - | -- | -- | --- | - |
| 1. | Rusko    | 3 | 3 | 0  | 0  | 0 | 22 | 6  | +16 | 9 |
| 2. | Finsko   | 3 | 2 | 0  | 0  | 1 | 15 | 7  | +8  | 6 |
| 3. | Dánsko   | 3 | 1 | 0  | 0  | 2 | 7  | 18 | -11 | 3 |
| 4. | Ukrajina | 3 | 0 | 0  | 0  | 3 | 4  | 17 | -13 | 0 |

#### Zápasy skupiny D
| 27. duben 2007 17:15 MSK | Ukrajina | 0 – 5                     | Finsko | Aréna Chodynka |
|                          | Ukrajina | ( 0 - 1 , 0 - 3 , 0 - 1 ) | Finsko |                |

| Souhrn zápasu | Souhrn zápasu | Souhrn zápasu | Souhrn zápasu | Souhrn zápasu                      |
| ------------- | ------------- | ------------- | --- | ---------------------------------- |
|               |               |               | P. Saravo (V. Peltonen, M. Koivu) 12:07 (EQ) S. Bergenheim (T. Kallio, P. Kontiola) 24:06 (EQ) T. Parssinen (P. Kontiola, T. Nummelin) 27:18 (PP1) T. Parssinen (T. Mantyla, P. Saravo) 33:08 (PP2) P. Kontiola (S. Bergenheim) 51:28 (SH1) | Diváků: 6500 Rozhodčí: Milan Minár |

| 27. duben 2007 21:15 MSK | Rusko | 9 – 1                     | Dánsko | Aréna Chodynka |
|                          | Rusko | ( 3 - 1 , 5 - 0 , 1 - 0 ) | Dánsko |                |

| Souhrn zápasu | Souhrn zápasu | Souhrn zápasu | Souhrn zápasu                                   | Souhrn zápasu                           |
| ------------- | --- | ------------- | ----------------------------------------------- | --------------------------------------- |
|               | D. Zaripov (S. Zinovjev, A. Morozov) 0:28 (EQ) I. Nikulin (A. Morozov) 3:32 (EQ) J. Malkin (S. Gončar) 3:54 (EQ) P. Šťastlivij (V. Arťušov) 22:24 (EQ) A. Markov (A. Frolov, I. Kovalčuk) 25:38 (PP1) A. Morozov (D. Zaripov, S. Zinovjev) 27:20 (EQ) N. Kuljomin (A. Ovečkin, I. Něprjajev) 29:44 (EQ) A. Ovečkin (I. Něprjajev, N. Kuljomin) 32:13 (EQ) A. Frolov (S. Gončar) 55:43 (PP1) |               | P. Jensen (D. Nielsen, R. Andreasen) 17:20 (EQ) | Diváků: 13 900 Rozhodčí: Richard Schutz |

| 29. duben 2007 | Finsko | 6 – 2                     | Dánsko | Aréna Chodynka |
| 16:15 MSK      | Finsko | ( 3 - 1 , 1 - 0 , 2 - 1 ) | Dánsko |                |

| Souhrn zápasu | Souhrn zápasu | Souhrn zápasu | Souhrn zápasu                                                                          | Souhrn zápasu                      |
| ------------- | --- | ------------- | -------------------------------------------------------------------------------------- | ---------------------------------- |
|               | P. Nummelin(V. Peltonen) 07:36 (PP2) M. Koivu 14:09 (SH1) P. Nummelin (P. Kontiola,V. Peltonen) 18:48 (PP2) V. Peltonen (P. Kontiola) 23:28 (PP2) A.P. Berg (P. Kontiola, S. Bergenheim) 41:37 (EQ) J. Hentunen (N. Kapanen) 50:42 (PP1) |               | J. Damgaard (K. Staal) 12:49 (PP2) Ch. Kjaergaard (J. Damgaard, F. Nielsen) 54:43 (EQ) | Diváků: 6620 Rozhodčí: Peter Jonák |

| 29. duben 2007 | Rusko | 8 – 1                     | Ukrajina | Aréna Chodynka |
| 20:15 MSK      | Rusko | ( 2 - 1 , 3 - 0 , 3 - 0 ) | Ukrajina |                |

| Souhrn zápasu | Souhrn zápasu | Souhrn zápasu | Souhrn zápasu                                       | Souhrn zápasu                       |
| ------------- | --- | ------------- | --------------------------------------------------- | ----------------------------------- |
|               | A. Morozov (S. Zinovjev) 09:38 (PP1) S. Zinovjev (A. Morozov, D. Zaripov) 12:22 (PP1) I. Nikulin (S. Zinovjev, D. Zaripov) 25:15 (EQ) V. Proškin (A. Morozov) 32:01 (EQ) A. Morozov (S. Zinovjev) 39:19 (PP1) A. Radulov (V. Arťušov, A. Ovečkin) 45:40 (PP1) A. Morozov (S. Zinovjev, D. Zaripov) 51:40 (EQ) A. Frolov (S. Gončar, A. Markov) 56:37 (PP1) |               | S. Klymentěv (D. Tsyrul, O. Matviichuk) 04:00 (PP1) | Diváků: 14000 Rozhodčí: Milan Minár |

| 1. květen 2007 | Dánsko | 4 – 3                     | Ukrajina | Aréna Chodynka |
| 16:15 MSK      | Dánsko | ( 3 - 2 , 1 - 0 , 0 - 1 ) | Ukrajina |                |

| Souhrn zápasu | Souhrn zápasu | Souhrn zápasu | Souhrn zápasu | Souhrn zápasu                        |
| ------------- | --- | ------------- | --- | ------------------------------------ |
|               | K. Starkov (F. Nielsen, P. Regin) 01:26 (EQ) R. Pander (P. Regin) 10:31 (EQ) K. Staal (R. Pander, P. Regin) 13:13 (EQ) K. Staal (J. Damgaard, M. Green) 30:36 (PP1) |               | 07:36 (EQ) O. Materučin (O. Šafarenko) 13:39 (EQ) O. Matvičuk (V. Bobrovnikov) 52:23 (EQ) R. Salnikov (V. Oleckij, V. Zavalňuk) | Diváků: 6 720 Rozhodčí: Brent Reiber |

| 1. května 2007 | Finsko | 4 – 5                     | Rusko | Aréna Chodynka |
| 20:15 MSK      | Finsko | ( 1 - 2 , 0 - 2 , 3 - 1 ) | Rusko |                |

| Souhrn zápasu | Souhrn zápasu | Souhrn zápasu | Souhrn zápasu | Souhrn zápasu                        |
| ------------- | --- | ------------- | --- | ------------------------------------ |
|               | T. Ruutu (N. Kapanen, T. Mantyla) 13:11 (PP1) J. Hentunen (N. Kapanen, L. Kukkonen) 43:37 (EQ) J. Lehtinen (V. Peltonen, P. Nummelin) 48:53 (PP1) P. Nummelin (T. Ruutu) 54:09 (PP1) |               | 06:38 (EQ) N. Kuljomin (A. Jemelin, I. Něprjajev) 17:40 (PP1) D. Zaripov (S. Zinovjev, A. Morozov) 23:49 (PP1) S. Gončar (A. Markov, I. Kovalčuk) 26:08 (PP1) A. Morozov (S. Zinovjev, D. Zaripov) 52:21 (EQ) P. Šťastlivij (D. Grebeškov) | Diváků: 12 000 Rozhodčí: Milan Minář |

### Osmifinálová skupina E
| P  | Tým       | Z | V | VP | PP | P | GV | GI | +/- | B  |
| -- | --------- | - | - | -- | -- | - | -- | -- | --- | -- |
| 1. | Rusko     | 5 | 5 | 0  | 0  | 0 | 27 | 10 | +17 | 15 |
| 2. | Švédsko   | 5 | 4 | 0  | 0  | 1 | 21 | 7  | +14 | 12 |
| 3. | Finsko    | 5 | 3 | 0  | 0  | 2 | 15 | 8  | +7  | 9  |
| 4. | Švýcarsko | 5 | 2 | 0  | 0  | 3 | 9  | 16 | -7  | 6  |
| 5. | Dánsko    | 5 | 1 | 0  | 0  | 4 | 11 | 26 | -15 | 3  |
| 6. | Itálie    | 5 | 0 | 0  | 0  | 5 | 4  | 20 | -16 | 0  |

#### Zápasy skupiny E
| 3. květen 2007 | Švýcarsko | 0–2                       | Finsko | Aréna Chodynka |
| 16:15 MSK      | Švýcarsko | ( 0 - 0 , 0 - 0 , 0 - 2 ) | Finsko |                |

| Souhrn zápasu | Souhrn zápasu | Souhrn zápasu | Souhrn zápasu                                                                                  | Souhrn zápasu                      |
| ------------- | ------------- | ------------- | ---------------------------------------------------------------------------------------------- | ---------------------------------- |
|               |               |               | T. Ruutu (P. Nummelin - A. Miettinen) 51:37 (SN) V. Peltonen (J. Lehtinen - P. Nummelin) 59:46 | Diváků: 5010 Rozhodčí: Peter Jonák |

| 3. květen 2007 | Dánsko | 2–5                       | Švédsko | Aréna Chodynka |
| 20:15 MSK      | Dánsko | ( 2 - 2 , 0 - 1 , 0 - 2 ) | Švédsko |                |

| Souhrn zápasu | Souhrn zápasu                                                                    | Souhrn zápasu | Souhrn zápasu | Souhrn zápasu                      |
| ------------- | -------------------------------------------------------------------------------- | ------------- | --- | ---------------------------------- |
|               | M. Madsen (J. Nielsen) 2:27 (EQ) Peter Regin (D. Nielsen, K. Starkov) 6:40 (PP1) |               | K. Jönsson (J. Jönsson, T. Martenson) 13:38 (PP1) J. Akerman (D. Tärnström, F. Warg) 17:57 (PP1) J. Davidsson (P. Hållberg, F. Bremberg) 33:49 (PP1) M. Johansson (T. Martenson) 57:23 (EQ) J. Davidsson (J. Jönsson) 59:53 (EN) | Diváků: 3800 Rozhodčí: Milan Minář |

| 4. květen 2007 | Rusko | 3 – 0                     | Itálie | Aréna Chodynka |
| 20:15 MSK      | Rusko | ( 0 - 0 , 1 - 0 , 2 - 0 ) | Itálie |                |

| Souhrn zápasu | Souhrn zápasu | Souhrn zápasu | Souhrn zápasu | Souhrn zápasu                          |
| ------------- | --- | ------------- | ------------- | -------------------------------------- |
|               | I. Kovalčuk (J. Malkin - A. Frolov) 34:17 (ES) A. Frolov (I. Kovalčuk) 53:35 (ES) A. Morozov (S. Zinovjev - D. Zaripov) 59:56 (PP) |               |               | Diváků: 10100 Rozhodčí: Richard Schütz |

| 5. květen 2007 | Švýcarsko | 4 – 1           | Dánsko | Aréna Chodynka |
| 16:15 MSK      | Švýcarsko | (1-0, 2-1, 1-0) | Dánsko |                |

| Souhrn zápasu | Souhrn zápasu | Souhrn zápasu | Souhrn zápasu                      | Souhrn zápasu                            |
| ------------- | --- | ------------- | ---------------------------------- | ---------------------------------------- |
|               | T. Monnet (G. Bezina, A. Wichser) 13:19 (PP1) P. Di Pietro (R. Lemm, M. Streit) 26:20 (PP1) J. Sprunger (M. Streit) 32:06 (EQ) J. Sprunger (A. Wichser, T. Monnet) 49:34 (EQ) |               | J. Damgaard (K. Staal) 36:41 (PP1) | Diváků: 6200 Rozhodčí: Viačeslav Bulanov |

| 5. květen 2007 | Finsko | 3 – 0           | Itálie | Aréna Chodynka |
| 20:15 MSK      | Finsko | (2-0, 0-0, 1-0) | Itálie |                |

| Souhrn zápasu | Souhrn zápasu | Souhrn zápasu | Souhrn zápasu | Souhrn zápasu                     |
| ------------- | --- | ------------- | ------------- | --------------------------------- |
|               | J. Viuhkola (J. Lehtinen, V. Peltonen) 7:29 (PP1) J. Hentunen (J. Ruutu, N. Kapanen) 18:48 (EQ) J. Viuhkola (N. Kapanen, J. Hentunen) 42:31 (EQ) |               |               | Diváků: 4850 Rozhodčí: Ole Hansen |

| 6. květen 2007 | Rusko | 6 – 3           | Švýcarsko | Aréna Chodynka |
| 16:15 MSK      | Rusko | (2-0, 1-1, 3-2) | Švýcarsko |                |

| Souhrn zápasu | Souhrn zápasu | Souhrn zápasu | Souhrn zápasu | Souhrn zápasu                       |
| ------------- | --- | ------------- | --- | ----------------------------------- |
|               | S. Zinovjev (D. Zaripov) 0:34 (EQ) I. Kovalčuk (A. Markov, V. Košečkin) 13:50 (EQ) D. Zaripov (V. Proškin, P. Šťastlivij) 29:44 (EQ) A. Markov (J. Malkin, I. Kovalčuk) 42:00 (EQ) A. Frolov (A. Markov) 45:45 (PP1) P. Šťastlivij (A. Charitonov) 49:37 (EQ) |               | M. Streit (R. Lemm) 38:58 (PP1) P. di Pietro (M. Streit, M. Reichert) 42:26 (PP1) M. Reichert (P. Di Pietro) 51:30 (EQ) | Diváků: 12000 Rozhodčí: Milan Minář |

| 6. květen 2007 | Švédsko | 1 – 0           | Finsko | Aréna Chodynka |
| 20:15 MSK      | Švédsko | (1-0, 0-0, 0-0) | Finsko |                |

| Souhrn zápasu | Souhrn zápasu                                 | Souhrn zápasu | Souhrn zápasu | Souhrn zápasu                       |
| ------------- | --------------------------------------------- | ------------- | ------------- | ----------------------------------- |
|               | J. Åkerman (F. Warg, D. Tärnström) 15:53 (EQ) |               |               | Diváků: 7200 Rozhodčí: Brent Reiber |

| 7. květen 2007 | Itálie | 2 – 5           | Dánsko | Aréna Chodynka |
| 16:15 MSK      | Itálie | (0-3, 2-0, 0-2) | Dánsko |                |

| Souhrn zápasu | Souhrn zápasu                                                                                  | Souhrn zápasu | Souhrn zápasu | Souhrn zápasu                      |
| ------------- | ---------------------------------------------------------------------------------------------- | ------------- | --- | ---------------------------------- |
|               | G. de Bettin (J. Cirone, Ch. Borgatello 30:47 (EQ) R. Ramoser (S. Margoni, G. Hell) 35:58 (EQ) |               | B. N. Tranholm (K. Staal, D. Nielsen) 3:46 (PP1) P. Regin (F. Nielsen) 4:23 (EQ) J. Nielsen (R. Pander, M. Christensen) 6:30 (EQ) R. Olsen (T. Dresler, A. Andreasen) 49:04 (EQ) M. Christensen (J. Nielsen, Ch. Kjaergaard) 55:29 (EQ) | Diváků: 6000 Rozhodčí: Peter Jonák |

| 7. květen 2007 | Švédsko | 2 – 4           | Rusko | Aréna Chodynka |
| 20:15 MSK      | Švédsko | (1-1, 1-1, 0-2) | Rusko |                |

| Souhrn zápasu | Souhrn zápasu                                                                                         | Souhrn zápasu | Souhrn zápasu | Souhrn zápasu                        |
| ------------- | --- | ------------- | --- | ------------------------------------ |
|               | M. Thörnberg (J. Jönsson, T. Mårtensson) 8:43 (PP1) A. Steen (N. Bäcsktröm, T. Mårtensson) 38:22 (EQ) |               | A. Morozov 17:39 (PS) D. Grebeškov (J. Malkin, A. Charitonov) 23:27 (EQ) J. Malkin (A. Markov, A. Frolov) 49:51 (EQ) A. Morozov (S. Zinoviev) 56:33 (EQ) | Diváků: 14000 Rozhodčí: Guy Pellerin |

### Osmifinálová skupina F
| P  | Tým       | Z | V | VP | PP | P | GV | GI | +/- | B  |
| -- | --------- | - | - | -- | -- | - | -- | -- | --- | -- |
| 1. | Kanada    | 5 | 4 | 1  | 0  | 0 | 24 | 15 | +9  | 14 |
| 2. | USA       | 5 | 3 | 0  | 0  | 2 | 18 | 13 | +5  | 9  |
| 3. | Slovensko | 5 | 3 | 0  | 0  | 2 | 18 | 15 | +3  | 9  |
| 4. | Česko     | 5 | 2 | 0  | 1  | 2 | 17 | 14 | +3  | 7  |
| 5. | Německo   | 5 | 2 | 0  | 0  | 3 | 11 | 16 | -5  | 6  |
| 6. | Bělorusko | 5 | 0 | 0  | 0  | 5 | 14 | 29 | -15 | 0  |

#### Zápasy skupiny F
| 3. květen 2007 | USA | 4–2                       | Slovensko | Aréna Mytišči |
| 16:15 MSK      | USA | ( 2 - 1 , 2 - 0 , 0 - 1 ) | Slovensko |               |

| Souhrn zápasu | Souhrn zápasu | Souhrn zápasu | Souhrn zápasu                                          | Souhrn zápasu                       |
| ------------- | --- | ------------- | ------------------------------------------------------ | ----------------------------------- |
|               | A. Hitchinson (A. Alberts, B. Bochenski) 8:17 (EQ) D. Backes 12:29 (SH1) P. Kessel 24:52 (EQ) B. Bochenski (P. Kessel, L. Stempniak) 32:37 (PP1) |               | Z. Chára (M. Šatan, M. Gáborík (M. Jurčina) 51:21 (EQ) | Diváků: 2000 Rozhodčí: Danny Kurman |

| 3. květen 2007 | Německo | 2–0                       | Česko | Aréna Mytišči |
| 20:15 MSK      | Německo | ( 1 - 0 , 0 - 0 , 1 - 0 ) | Česko |               |

| Souhrn zápasu | Souhrn zápasu                                                                       | Souhrn zápasu | Souhrn zápasu | Souhrn zápasu                            |
| ------------- | ----------------------------------------------------------------------------------- | ------------- | ------------- | ---------------------------------------- |
|               | M. Hackert (M. Wolf, M. Bakos) 19:50 (PP1) M. Wolf (S. Felski, J. Tripp) 58:19 (EQ) |               |               | Diváků: 2600 Rozhodčí: Marcus Vinnerborg |

| 4. květen 2007 | Kanada | 6 – 3                     | Bělorusko | Aréna Mytišči |
| 20:15 MSK      | Kanada | ( 0 - 1 , 5 - 0 , 1 - 2 ) | Bělorusko |               |

| Souhrn zápasu | Souhrn zápasu | Souhrn zápasu | Souhrn zápasu | Souhrn zápasu                      |
| ------------- | --- | ------------- | --- | ---------------------------------- |
|               | S. Doan (R. Nash) 22:38 (SH1) S. Doan (J. Toews, R. Nash) 25:15 (PP1) J. Toews (J. Chimera) 28:32 (EQ) S. Doan (B. Jackman) 29:13 (EQ) M. Cammalleri (D. Phaneuf, E. Staal) 36:20 (EQ) M. Lombardi (C. Armstrong) 56:15 (EQ) |               | A. Ugarov (O. Antoněnko, D. Meleško) 8:43 (PP2) A. Riadinskij (A. Kulakov, V. Denisov) 49:58 (EQ) D. Meleško (O. Leontěv, O. Antoněnko) 58:53 (PP2) | Diváků: 6200 Rozhodčí: Peter Jonák |

| 5. květen 2007 | USA | 3 – 0           | Německo | Aréna Mytišči |
| 16:15 MSK      | USA | (1-0, 1-0, 1-0) | Německo |               |

| Souhrn zápasu | Souhrn zápasu | Souhrn zápasu | Souhrn zápasu | Souhrn zápasu                           |
| ------------- | --- | ------------- | ------------- | --------------------------------------- |
|               | P. Stastny (T. Arnason, E. Cole) 2:33 (PP1) P. Stastny (E. Cole) 35:26 (EQ) L. Stempniak (P. Stastny, E. Cole) 43:31 (EQ) |               |               | Diváků: 2200 Rozhodčí: Jyri Petteri Ron |

| 5. květen 2007 | Česko | 2 – 3           | Slovensko | Aréna Mytišči |
| 20:15 MSK      | Česko | (1-0, 0-2, 1-1) | Slovensko |               |

| Souhrn zápasu | Souhrn zápasu                                                                              | Souhrn zápasu | Souhrn zápasu | Souhrn zápasu                            |
| ------------- | ------------------------------------------------------------------------------------------ | ------------- | --- | ---------------------------------------- |
|               | T. Plekanec (M. Barinka, J. Marek) 8:02 (PP1) R. Klesla (T. Plekanec, R. Olesz) 54:03 (EQ) |               | P. Demitra (Marián Hossa, M. Gáborík) 22:24 (EQ) R. Kapuš (M. Šatan, P. Podhradský) 30:44 (EQ) M. Gáborík (M. Šatan) 53:18 (EQ) | Diváků: 3400 Rozhodčí: Marcus Vinnerborg |

| 6. květen 2007 | Slovensko | 4 – 3           | Bělorusko | Aréna Mytišči |
| 16:15 MSK      | Slovensko | (1-1, 2-2, 1-0) | Bělorusko |               |

| Souhrn zápasu | Souhrn zápasu | Souhrn zápasu | Souhrn zápasu | Souhrn zápasu                            |
| ------------- | --- | ------------- | --- | ---------------------------------------- |
|               | Z. Chára (Marián Hossa, M. Gáborík) 11:57 (PP1) M. Gáborík (P. Demitra) 22:14 (EQ) M. Gáborík (Marián Hossa, Z. Chára) 24:33 (EQ) P. Demitra (M. Gáborík) 59:21 (EN) |               | A. Ugarov (A. Rjadinskij, S. Zadelonov) 15:53 (EQ) O. Antoněnko (S. Zadelonov, A. Ugarov) 33:47 (EQ) K. Kolcov (A. Kulakov, D. Meleško) 34:17 (EQ) | Diváků: 2800 Rozhodčí: Jyri Petteri Ronn |

| 6. květen 2007 | Česko | 3 – 4 P              | Kanada | Aréna Mytišči |
| 20:15 MSK      | Česko | (1-0, 1-1, 1-2, 0:1) | Kanada |               |

| Souhrn zápasu | Souhrn zápasu                                                                                             | Souhrn zápasu | Souhrn zápasu | Souhrn zápasu                            |
| ------------- | --- | ------------- | --- | ---------------------------------------- |
|               | M. Židlický (D. Výborný, J. Hlinka) 13:17 (PP1) T. Plekanec (D. Výborný) 32:05 (PP1) R. Olesz 46:39 (PP1) |               | J. McClement 22:15 (EQ) E. Staal (D. Phaneuf, M. Cammalleri) 43:22 (EQ) S. Doan (M. Lombardi) 50:57 (EQ) E. Staal (C. Murphy, E. Brewer) 60:23 (EQ) | Diváků: 6500 Rozhodčí: Viačeslav Bulanov |

| 7. květen 2007 | Bělorusko | 5 – 6           | Německo | Aréna Mytišči R. Dietrich (S. Felski, D. Kreutzer, M. Hackert) 17:53 (PP1) S. Felski (M. Ancicka) 25:19 (PP2) M. Wolf (P. Gogulla, M. Hackert) 25:19 (PP1) M. Wolf (P. Gogulla) 53:55 (EQ) |
| 16:15 MSK      | Bělorusko | (2-3, 2-1, 1-2) | Německo | |

| Souhrn zápasu | Souhrn zápasu | Souhrn zápasu | Souhrn zápasu                                                                | Souhrn zápasu                     |
| ------------- | --- | ------------- | ---------------------------------------------------------------------------- | --------------------------------- |
|               | D. Meleško V. Kosťučenok, K. Kolcov 1:07 (EQ) A. Kulakov (D. Meleško, Konstantin Kolcov K. Kolcov) 18:58 (EQ) D. Dudik 26:25 (SH1) K. Kolcov (D. Meleško, O. Leontěv) 33:43 (EQ) V. Kosťučenok (D. Dudik) 52:46 (PP2) |               | M. Hackert (P. Gogulla) 5:50 (EQ) A. Barta (S. Felski, J. Tripp) 12:08 (PP1) | Diváků: 2000 Rozhodčí: Ole Hansen |

| 7. květen 2007 | Kanada | 6 – 3           | USA | Aréna Mytišči |
| 20:15 MSK      | Kanada | (4-0, 1-2, 1-1) | USA |               |

| Souhrn zápasu | Souhrn zápasu | Souhrn zápasu | Souhrn zápasu | Souhrn zápasu                      |
| ------------- | --- | ------------- | --- | ---------------------------------- |
|               | J. McClement (M. Commodore, J. Mayers) 0:08 (EQ) M. Cammalleri (E. Staal, D. Phaneuf) 2:05 (PP1) M. Lombardi (R. Nash) 14:48 (EQ) M. Cammalleri (E. Staal, D. Hamhuis) 14:48 (EQ) M. Lombardi (S. Doan) 35:19 (EQ) M. Lombardi (S. Doan) 51:28 (EQ) |               | P. Stastny (E. Johnson, D. Backes) 29:47 L. Stempniak (E. Johnson) 37:49 P. Stastny (L. Stempniak, M. Greene) 53:42 | Diváků: 5500 Rozhodčí: Milan Minář |

### Skupina o udržení
| P  | Tým      | Z | V | VP | PP | P | GV | GI | +/- | B |
| -- | -------- | - | - | -- | -- | - | -- | -- | --- | - |
| 1. | Lotyšsko | 3 | 2 | 0  | 0  | 1 | 14 | 8  | +6  | 6 |
| 2. | Norsko   | 3 | 1 | 1  | 0  | 1 | 12 | 9  | +3  | 5 |
| 3. | Rakousko | 3 | 1 | 0  | 1  | 1 | 11 | 12 | -1  | 4 |
| 4. | Ukrajina | 3 | 1 | 0  | 0  | 2 | 7  | 15 | -8  | 3 |

|  | Tým kvalifikovaný pro Mistrovství světa v ledním hokeji 2008         |
|  | Tým sestupující do Mistrovství světa v ledním hokeji 2008 (Divize I) |

#### Zápasy skupiny o udržení
| 4. květen 2007 | Rakousko | 2 – 3 P                        | Norsko | Aréna Mytišči |
| 16:15 MSK      | Rakousko | ( 0 - 0, 1 - 2, 1 - 0, 0 - 1 ) | Norsko |               |

| Souhrn zápasu | Souhrn zápasu                            | Souhrn zápasu | Souhrn zápasu                                                     | Souhrn zápasu                       |
| ------------- | ---------------------------------------- | ------------- | ----------------------------------------------------------------- | ----------------------------------- |
|               | R. Lukas 29:19 (PP) D. Welser 42:26 (PP) |               | J. Andersen 32:19 (PP) A. Bastiansen 37:10 (PP) M. Ask 62:22 (ES) | Diváků: 1500 Rozhodčí: Guy Pellerin |

| 4. květen 2007 | Lotyšsko | 5 – 0                     | Ukrajina | Aréna Mytišči |
| 20:15 MSK      | Lotyšsko | ( 2 - 0 , 2 - 0 , 1 - 0 ) | Ukrajina |               |

| Souhrn zápasu | Souhrn zápasu                                                                                                   | Souhrn zápasu | Souhrn zápasu | Souhrn zápasu                       |
| ------------- | --- | ------------- | ------------- | ----------------------------------- |
|               | M. Cipulis 08:58 (EQ) A. Saviels 17:32 (PP) O. Sorokins 21:15 (EQ) O. Sorokins 34:41 (PP) M. Redlihs 47:00 (EQ) |               |               | Diváků: 2100 Rozhodčí: Brent Reiber |

| 6. květen 2007 | Lotyšsko | 5 – 1           | Rakousko | Aréna Chodynka |
| 12:15 MSK      | Lotyšsko | (1-0, 1-0, 3-1) | Rakousko |                |

| Souhrn zápasu | Souhrn zápasu | Souhrn zápasu | Souhrn zápasu         | Souhrn zápasu                         |
| ------------- | --- | ------------- | --------------------- | ------------------------------------- |
|               | K. Daugaviņš 6:30 (PP1) A. Ņiživijs 28:34 (EQ) H. Vasiļjevs 43:24 (EQ) R. Laviņš 47:12 (PP1) L. Tambijevs 49:37 (PP1) |               | M. Stewart 42:06 (EQ) | Diváků: 6150 Rozhodčí: Richard Schutz |

| 6. květen 2007 | Ukrajina | 3 – 2           | Norsko | Aréna Mytišči |
| 12:15 MSK      | Ukrajina | (1-0, 1-2, 1-0) | Norsko |               |

| Souhrn zápasu | Souhrn zápasu                                                       | Souhrn zápasu | Souhrn zápasu                                  | Souhrn zápasu                        |
| ------------- | ------------------------------------------------------------------- | ------------- | ---------------------------------------------- | ------------------------------------ |
|               | D. Cyrul 14:01 (PP1) O. Blagoj 32:34 (PP1) J. Navarenko 48:51 (PP1) |               | P. Thoresen 28:10 (PP1) Mats Trygg 38:17 (PP1) | Diváků: 1700 Rozhodčí: Danny Kurmann |

| 7. květen 2007 | Rakousko | 8 – 4                     | Ukrajina | Aréna Chodynka |
| 12:15 MSK      | Rakousko | ( 3 - 1 , 3 - 2 , 2 - 1 ) | Ukrajina |                |

| Souhrn zápasu | Souhrn zápasu | Souhrn zápasu | Souhrn zápasu                                                                           | Souhrn zápasu                            |
| ------------- | --- | ------------- | --------------------------------------------------------------------------------------- | ---------------------------------------- |
|               | T. Koch 06:16 (PP) D. Kalt 12:58 (PP) P. Lukas 14:24 (PP) T. Koch 24:16 (ES) P. Lukas 24:48 (ES) A. Lakos 27:58 (ES) M. Peintner 42:59 (ES) M. Peintner 46:55 (SH) |               | V. Ljutkevič 18:46 (PP) O. Bobkin23:31 (PP) D. Tsyrul 37:26 (ES) R. Salnikov 54:18 (ES) | Diváků: 6020 Rozhodčí: Marcus Vinnerborg |

| 7. květen 2007 | Norsko | 7 – 4                     | Lotyšsko | Aréna Mytišči |
| 12:15 MSK      | Norsko | ( 3 - 2 , 3 - 0 , 1 - 2 ) | Lotyšsko |               |

| Souhrn zápasu | Souhrn zápasu | Souhrn zápasu | Souhrn zápasu                                                                               | Souhrn zápasu                        |
| ------------- | --- | ------------- | ------------------------------------------------------------------------------------------- | ------------------------------------ |
|               | A. Bastiansen 03:28 (ES) L.E. Lund 05:03 (PP) M. Ask 10:33 (PP) M. Hansen 27:30 (PP) A. Bastiansen 29:17 (PP) M. Hansen 32:23 (PP) A. Bastiansen 57:27 (ES) |               | H. Vasiljevs 16:09 (ES) G. Galvins 17:42 (ES) A. Berzins 40:49 (ES) A. Semjonovs 58:33 (ES) | Diváků: 1000 Rozhodčí: Danny Kurmann |

### Play Off turnaje
|  | Čtvrtfinále 1 |               |               |  |      |              |              |              |  |               |               |               |   |
|  | E1            | Rusko         | 4             |  |      |              |              |              |  |               |               |               |   |
|  | F4            | Česko         | 0             |  |      | Semifinále 1 | Semifinále 1 | Semifinále 1 |  |               |               |               |   |
|  |               |               |               |  |      | ČTF1         | Rusko        | 1            |  |               |               |               |   |
|  | Čtvrtfinále 2 | Čtvrtfinále 2 | Čtvrtfinále 2 |  | ČTF2 | Finsko       | 2            |              |  |               |               |               |   |
|  | F2            | USA           | 4             |  |      |              |              |              |  |               |               |               |   |
|  | E3            | Finsko        | 5             |  |      |              |              |              |  | Finále        | Finále        | Finále        |   |
|  |               |               |               |  |      |              |              |              |  |               | VSF1          | Finsko        | 2 |
|  | Čtvrtfinále 3 | Čtvrtfinále 3 | Čtvrtfinále 3 |  |      |              |              |              |  |               | VSF2          | Kanada        | 4 |
|  | F1            | Kanada        | 5             |  |      |              |              |              |  |               |               |               |   |
|  | E4            | Švýcarsko     | 1             |  |      | Semifinále 2 | Semifinále 2 | Semifinále 2 |  | Zápas o bronz | Zápas o bronz | Zápas o bronz |   |
|  |               |               |               |  |      | ČTF3         | Kanada       | 4            |  | PSF1          | Rusko         | 3             |   |
|  | Čtvrtfinále 4 | Čtvrtfinále 4 | Čtvrtfinále 4 |  | ČTF4 | Švédsko      | 1            |              |  | PSF2          | Švédsko       | 1             |   |
|  | E2            | Švédsko       | 7             |  |      |              |              |              |  |               |               |               |   |
|  | F3            | Slovensko     | 4             |  |      |              |              |              |  |               |               |               |   |

#### Čtvrtfinálové zápasy
| 9. květen 2007 | Rusko | 4 – 0                     | Česko | Aréna Chodynka |
| 16:15 MSK      | Rusko | ( 1 - 0 , 0 - 0 , 3 - 0 ) | Česko |                |

| Souhrn zápasu | Souhrn zápasu | Souhrn zápasu | Souhrn zápasu | Souhrn zápasu                        |
| ------------- | --- | ------------- | ------------- | ------------------------------------ |
|               | A. Markov (J. Malkin, A. Frolov) 06:48 (PP1) J. Malkin (I. Kovalčuk) 40:23 (PP1) A. Radulov (D. Grebeškov) 51:24 (EQ) J. Malkin 54:46 (EQ) |               |               | Diváků: 12000 Rozhodčí: Guy Pellerin |

| 9. květen 2007 | Švédsko | 7 – 4                     | Slovensko | Aréna Chodynka |
| 20:15 MSK      | Švédsko | ( 1 - 2 , 3 - 0 , 3 - 2 ) | Slovensko |                |

| Souhrn zápasu | Souhrn zápasu | Souhrn zápasu | Souhrn zápasu | Souhrn zápasu                        |
| ------------- | --- | ------------- | --- | ------------------------------------ |
|               | F. Warg (F. Emvall) 7:28 (EQ) J. Hedström (N. Bäckström 22:17 (EQ) T. Mårtensson (J. Jönsson, M. Thörnberg) 26:02 (EQ) J. Hedström (A. Steen) 33:55 (PP1) T. Mårtensson 47:03 (EQ) M. Johansson (J. Davidsson, T. Enström) 49:45 (PP2) T. Mårtensson (J. Jönsson) 59:45 (EN) |               | Marián Hossa (M. Gáborík, R. Stehlík) 2:10 (PP1) R. Kapuš (P. Podhradský, M. Šatan) 8:16 (EQ) B. Radivojevič (P. Podhradský) 41:21 (EQ) R. Kukumberg (B. Radivojevič) 51:27 (EQ) | Diváků: 7000 Rozhodčí: Danny Kurmann |

| 10. květen 2007 | Kanada | 5 – 1                     | Švýcarsko | Aréna Chodynka |
| 16:15 MSK       | Kanada | ( 1 - 0 , 2 - 1 , 2 - 0 ) | Švýcarsko |                |

| Souhrn zápasu | Souhrn zápasu | Souhrn zápasu | Souhrn zápasu                                      | Souhrn zápasu                            |
| ------------- | --- | ------------- | -------------------------------------------------- | ---------------------------------------- |
|               | M. Lombardi 15:22 (EQ) J. Mayers (C. Murphy, J. Chimera 29:05 (EQ) R. Nash (D. Phaneuf, E. Staal) 34:40 (PP2) M. Lombardi (D. Phanuef, S. Doan) 46:03 (PP1) S. Weber (S. Doan, E. Staal) 57:31 (EQ) |               | P. di Pietro (M. Reichert, D. Camichel) 29:43 (EQ) | Diváků: 6000 Rozhodčí: Jyri Petteri Ronn |

| 10. květen 2007 | USA | 4 – 5 SN                  | Finsko | Aréna Chodynka |
| 20:15 MSK       | USA | (0-1, 3-3, 1-0, 0-0, 0-1) | Finsko |                |

| Souhrn zápasu | Souhrn zápasu | Souhrn zápasu | Souhrn zápasu | Souhrn zápasu                            |
| ------------- | --- | ------------- | --- | ---------------------------------------- |
|               | T. Petersen (M. Greene, Ch. Larose) 15:22 (SH) T. Arnason (P. Kessel, B. Bochenski) 27:05 (EQ) L. Stempniak (D. Backes, K. Ballard) 34:08 (EQ) A. Hutchinson (T. Arnason, P. Kessel) 54:20 (PP1) |               | T. Ruutu (M. Koivu, T. Kalio) 17:03 (EQ) P. Saravo (T. Söderhölm, N. Kapanen) 24:33 (EQ) J. Viuhkola (V. Peltonen) 30:27 (EQ) T. Kallio (T. Ruutu, P. Nummelin) 35:32 (PP1) J. Lehtinen (SN) | Diváků: 6500 Rozhodčí: Marcus Vinnerborg |

### Semifinále
| 12. květen 2007 | Rusko | 1 – 2 P                           | Finsko | Aréna Chodynka |
| 15:15 MSK       | Rusko | ( 1 - 1 , 0 - 0 , 0 - 0 , 0 - 1 ) | Finsko |                |

| Souhrn zápasu | Souhrn zápasu                               | Souhrn zápasu | Souhrn zápasu                                                                    | Souhrn zápasu                             |
| ------------- | ------------------------------------------- | ------------- | -------------------------------------------------------------------------------- | ----------------------------------------- |
|               | J. Malkin (S. Gončar, A. Frolov) 8:36 (PP1) |               | J.Hentunen (N. Kapanen, J. P. Laamanen) 12:06 (SH) M. Koivu (T. Ruutu 65:40 (EQ) | Diváků: 12000 Rozhodčí: Marcus Vinnerborg |

| 12. květen 2007 | Kanada | 4 – 1                     | Švédsko | Aréna Chodynka |
| 19:15 MSK       | Kanada | ( 3 - 0 , 1 - 1 , 0 - 0 ) | Švédsko |                |

| Souhrn zápasu | Souhrn zápasu | Souhrn zápasu | Souhrn zápasu                          | Souhrn zápasu                        |
| ------------- | --- | ------------- | -------------------------------------- | ------------------------------------ |
|               | M. Cammalleri (D. Phaneuf) 11:05 (PP1) J. Toews (J. Staal) 12:23 (EQ) E. Staal (M. Cammalleri, S. Weber) 18:38 (EQ) R. Nash (E. Brewer, M. Lombardi) 35:17 (PP1) |               | J. Davidsson (P. Hornqvist) 26:13 (EQ) | Diváků: 8000 Rozhodčí: Danny Kurmann |

### Zápas o bronz
| 13. květen 2007 | Rusko | 3 – 1                     | Švédsko | Aréna Chodynka |
| 16:15 MSK       | Rusko | ( 2 - 0 , 1 - 0 , 0 - 1 ) | Švédsko |                |

| Souhrn zápasu | Souhrn zápasu | Souhrn zápasu | Souhrn zápasu                                    | Souhrn zápasu                       |
| ------------- | --- | ------------- | ------------------------------------------------ | ----------------------------------- |
|               | A. Jemelin (D. Zaripov, A. Frolov) 6:18 (SH) S. Zinovjev (A. Jemelin, D. Zaripov) 9:39 (EQ) A. Frolov (J. Malkin, V. Arťušov) 21:04 (PP1) |               | A. Steen (N. Backström, A. Strålman) 48:08 (PP1) | Diváků: 7500 Rozhodčí: Guy Pellerin |

### Zápas o zlato
| 13. květen 2007 | Kanada | 4 - 2                     | Finsko | Aréna Chodynka |
| 20:15 MSK       | Kanada | ( 2 - 0 , 1 - 0 , 1 - 2 ) | Finsko |                |

| Souhrn zápasu | Souhrn zápasu | Souhrn zápasu | Souhrn zápasu                                                             | Souhrn zápasu                             |
| ------------- | --- | ------------- | ------------------------------------------------------------------------- | ----------------------------------------- |
|               | R. Nash (C. Murphy, M. Lombardi) 6:30 (PP1) E. Staal (J. Williams, M. Cammalleri) 13:48 (PP1) C. Armstrong (Jason Staal, D. Phaneuf) 29:11 (EQ) R. Nash (M. Lombardi, S. Doan) 58:54 (EQ) |               | P. Kontiola (V. Peltonen) 51:08 (EQ) A. Miettinen (M. Pyorälä) 57:54 (EQ) | Diváků: 12000 Rozhodčí: Marcus Vinnerborg |

## Konečné pořadí

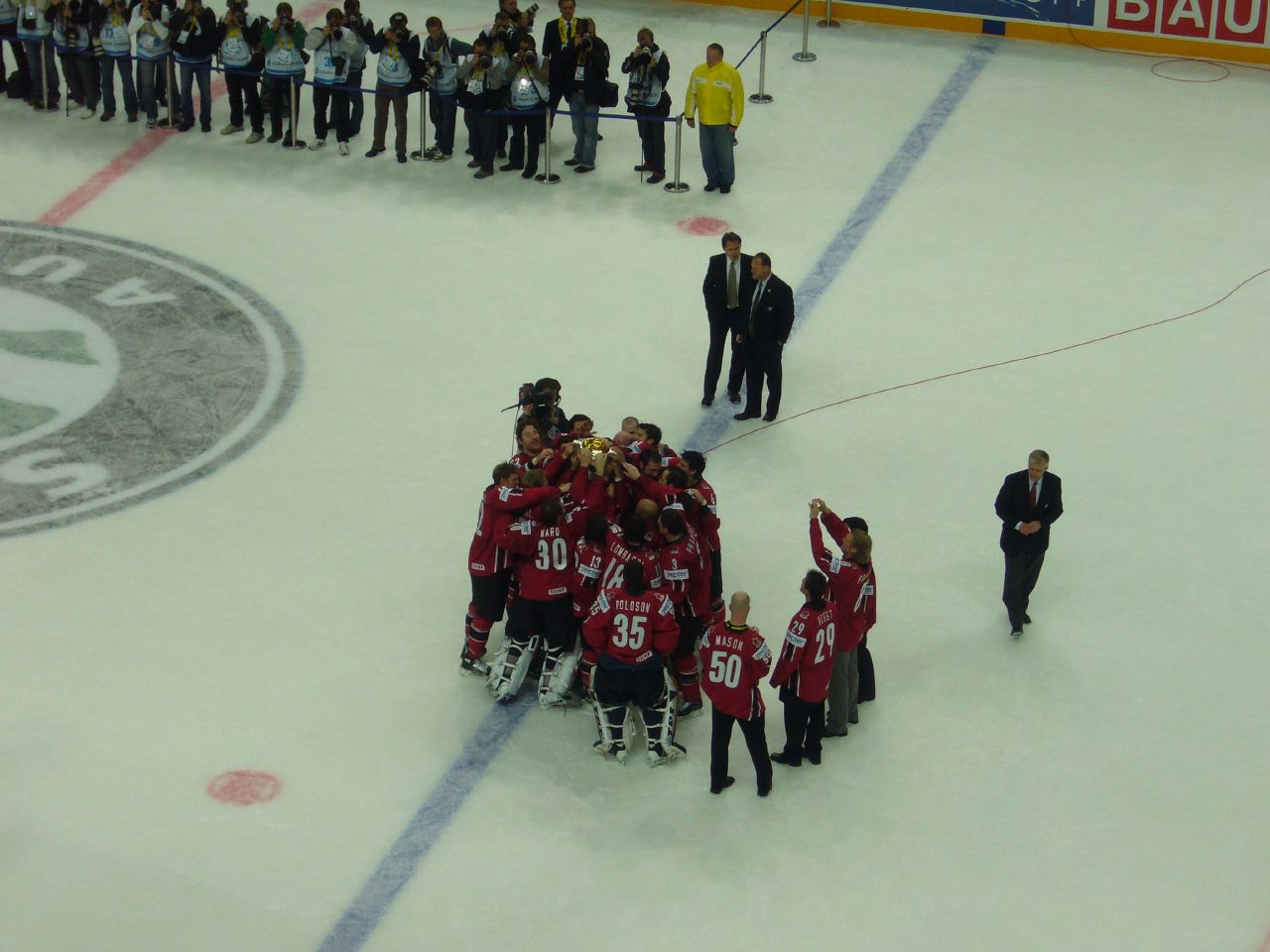
Hokejisté Kanady vyhráli MS 2007.

| 71. | Mistrovství světa | Z | V | VP | PP | P | Skóre | B  | Soupisky |
| --- | ----------------- | - | - | -- | -- | - | ----- | -- | -------- |
| 1.  | Kanada            | 9 | 8 | 1  | 0  | 0 | 41:21 | 26 | soupiska |
| 2.  | Finsko            | 9 | 4 | 2  | 0  | 3 | 29:17 | 16 | soupiska |
| 3.  | Rusko             | 9 | 8 | 0  | 1  | 0 | 43:14 | 25 | soupiska |
| 4.  | Švédsko           | 9 | 6 | 0  | 0  | 3 | 38:20 | 18 | soupiska |
| 5.  | USA               | 7 | 4 | 0  | 1  | 2 | 28:20 | 13 | soupiska |
| 6.  | Slovensko         | 7 | 4 | 0  | 0  | 3 | 25:22 | 12 | soupiska |
| 7.  | Česko             | 7 | 3 | 0  | 1  | 3 | 23:19 | 10 | soupiska |
| 8.  | Švýcarsko         | 7 | 3 | 0  | 0  | 4 | 12:22 | 9  | soupiska |
| 9.  | Německo           | 6 | 3 | 0  | 0  | 3 | 16:19 | 9  | soupiska |
| 10. | Dánsko            | 6 | 2 | 0  | 0  | 4 | 15:29 | 6  | soupiska |
| 11. | Bělorusko         | 6 | 1 | 0  | 0  | 5 | 19:31 | 3  | soupiska |
| 12. | Itálie            | 6 | 0 | 1  | 0  | 5 | 8:23  | 2  | soupiska |
| 13. | Lotyšsko          | 6 | 2 | 0  | 1  | 3 | 20:22 | 7  | soupiska |
| 14. | Norsko            | 6 | 1 | 1  | 0  | 4 | 17:21 | 5  | soupiska |
| 15. | Rakousko          | 6 | 1 | 0  | 1  | 4 | 16:29 | 4  | soupiska |
| 16. | Ukrajina          | 6 | 1 | 0  | 0  | 5 | 11:32 | 3  | soupiska |